# راي ستيرن
راي ستيرن (بالإنجليزية: Ray Stern)‏ هو مصارع هاوي ورائد أعمال أمريكي، ولد في 12 يناير 1933 في بروكلين في الولايات المتحدة، وتوفي في 6 مارس 2007 في دالاس في الولايات المتحدة.

## روابط خارجية
- راي ستيرن على موقع CageMatch worker (الإنجليزية)
- راي ستيرن على موقع قاعدة بيانات المصارعة على الإنترنت (الإنجليزية)